# Gare de Saint-Louis-les Aygalades
Gare de Saint-Louis-les Aygalades vasútállomás Franciaországban, Marseille településen.

## Vasútvonalak
Az állomást az alábbi vasútvonalak érintik:
- Párizs–Marseille-vasútvonal

## Kapcsolódó állomások
A vasútállomáshoz az alábbi állomások vannak a legközelebb:
- Gare de Marseille-Saint-Charles
- Gare de Séon-Saint-Henri